# Tolko, Ba Lan
Tolko [ˈtɔlkɔ] (tiếng Đức: Tolks) là một ngôi làng thuộc khu hành chính của Gmina Bartoszyce, thuộc huyện Bartoszycki, Warmińsko-Mazurskie, ở phía bắc Ba Lan, gần biên giới với tỉnh Kaliningrad của Nga. Nó nằm khoảng 7 kilômét (4 mi)   phía tây Bartoszyce và 54 km (34 mi) phía bắc thủ đô khu vực Olsztyn. 

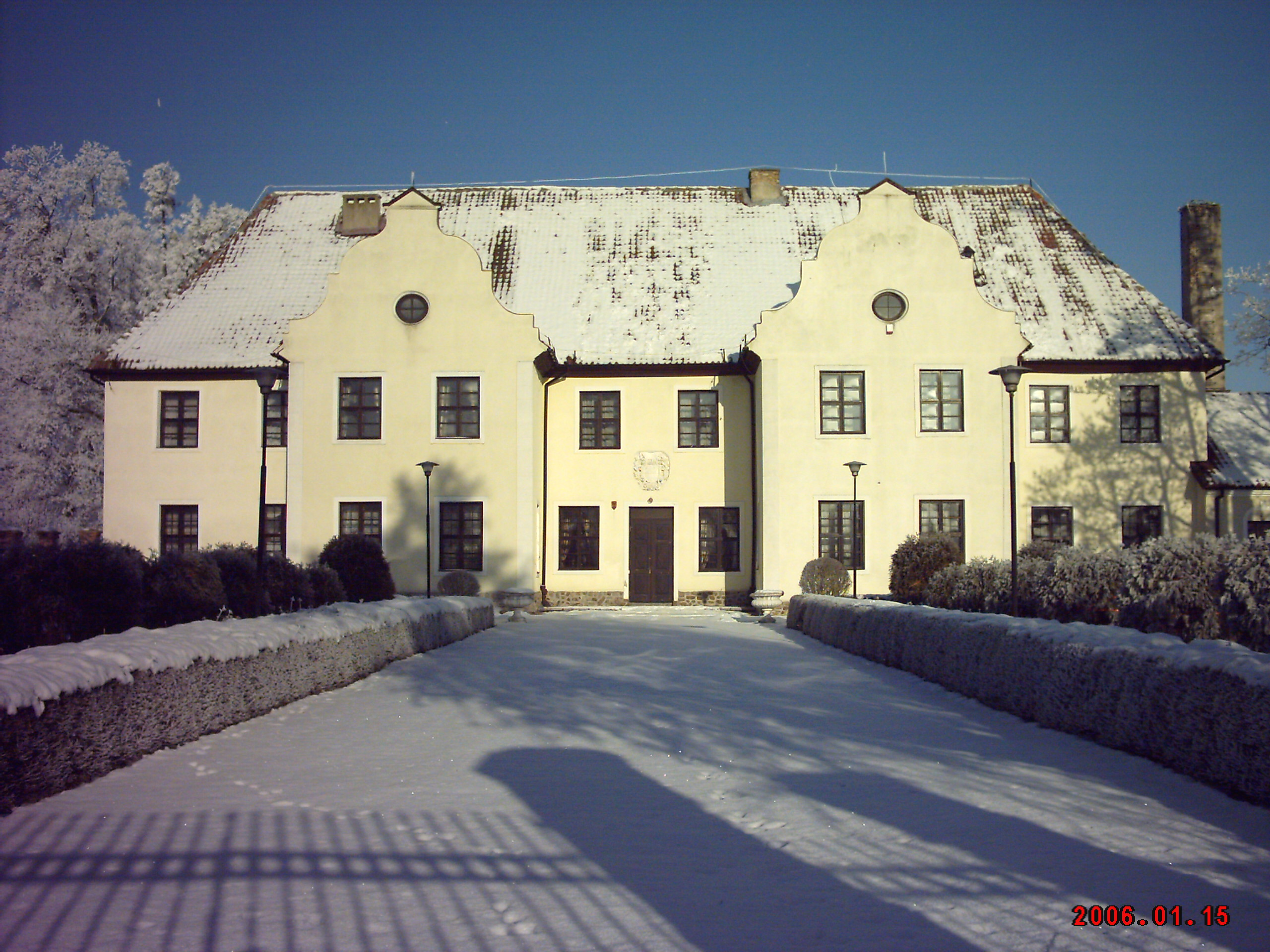
Nhà ở

Trước năm 1945, khu vực này là một phần của Đức (Đông Phổ).
Làng có dân số 627.